# 委员会设计
委员会设计（Design by committee）是貶義詞語，是一種反模式，是指專案中有多人參與設計，而且沒有一致的計劃或是看法。

## 用法
此一詞語用在指在平衡一些需求以及參與者的觀點時，出現次佳的作法，可以是因為領導能力不足，或是技術知識不足、或是出現不必要的複雜性、內部不一致、邏輯缺陷、平庸及缺乏一致的願景。委员会设计屬於民主式的設計，這和獨裁式設計（或專制設計）相反，後者是由專案負責人決定其設計。獨裁式設計在最終設計中不考慮成員的意見，由專案負責人負專案成敗的責任。
此一詞語在技術用語上常見，強調技術品質需高過政治上的可行性。有一句成語說：「太多廚師會把湯煮壞」（too many cooks spoil the broth），也是這個意思。
此詞語常見於信息及通信技术，尤其是在設計語言或是技術標準時，像是Usenet備存中所提到的一樣。
像是异步传输模式（ATM）53位元組封包大小就是常用來說明委员会设计的技術決議的例子。此決議是政治性考量高過技術考量。國際電信聯盟電信標準化部門（CCITT）在標準化ATM時，美國的代表希望酬載大小是64位元組，歐洲的代表希望酬載大小是32位元組，最後大部份歐洲的代表已同意美國酬載64位元組的方案，但法國及少數國家希望封包要小一點。最後封包為53位元組，其酬載48位元組就是妥協下的結果。
在繪圖設計、建築或是工業設計中也常出現委员会设计。此方式設計的車常被抱怨為不受歡迎或是設計不當的車。 
有一個由社群決定命名的例子，是一個利物浦附近由幾個學校合併而成的學校。一開始的名稱是合併所有學校及社群後的結果，是2009年的「Knowsley Park Centre for Learning, Serving Prescot, Whiston and the Wider Community」。這個名字持續了七年，後來的校長覺得叫這個名字「很丢人」，因此改稱為Prescot School。

## 格言
有一句格言是：「駱駝是由委员会設計的馬」，此一詞語最早是1950年代在美國流傳。

## 外部連結
- Rod Johnson explains what is wrong with design by committee in the development of Java EE（页面存档备份，存于）